# Neoleria
Neoleria is een geslacht van insecten uit de familie van de afvalvliegen (Heleomyzidae), die tot de orde tweevleugeligen (Diptera) behoort.

## Soorten
- N. czerni (Garrett, 1925)
- N. diversa (Garrett, 1925)
- N. flavicornis (Loew, 1862)
- N. fuscicornis Czerny, 1924
- N. fuscolinea (Garrett, 1921)
- N. inscripta (Meigen, 1830)
- N. lutea (Loew, 1863)
- N. maritima (Villeneuve, 1921)
- N. prominens (Becker, 1897)
- N. propinqua Collin, 1943
- N. pusilla (Loew, 1862)
- N. ruficauda (Zetterstedt, 1847)
- N. ruficeps (Zetterstedt, 1838)
- N. tibialis (Zetterstedt, 1838)